# P.N.03
P.N.03 , abreviatura de Producto Numero Cero Tres, es un videojuego de disparos en tercera persona de ciencia ficción, desarrollado en el año 2003, y desarrollado por Capcom para la Nintendo GameCube. Ubicado en una colonia espacial de ciencia ficción, el videojuego sigue a una mercenaria que lucha contra robots enloquecidos. Fue dirigido por Shinji Mikami. Para evitar similitudes con Devil May Cry y Resident Evil, los diseñadores del videojuego hicieron hincapié en las maniobras defensivas y rítmicas, y en un mundo "delicado" y "femenino".
El videojuego fue desarrollado con un calendario apretado en un intento de compensar el año fiscal pobre de Capcom. Sin embargo, recibió críticas mixtas y fracasó comercialmente. Varios críticos encontraron el videojuego repetitivo e intuitivo. Estaban divididos en su mecánica de videojuego: a algunos no les gustaban sus controles, específicamente la incapacidad de moverse y disparar simultáneamente, mientras que otros lo comparaban favorablemente con los videojuegos arcade de la edad de oro. Mikami reutilizó ideas de P.N.03 para el videojuego Vanquish.

## Jugabilidad y argumento
El jugador controla a Vanessa Z. Schneider, un mercenario independiente que trabaja en planetas colonizadas. Ella es contratada por un cliente misterioso para destruir los robots del Sistema de Administración de Armamento Computarizado (CAMS) que se han vuelto locos. Robots de este tipo habían sido responsables de matar a los padres de Vanessa. Para combatir las CAMS, Vanessa usa " trajes de Aegis", exoesqueletos que le permiten disparar rayos de energía desde sus palmas y realizar ataques poderosos llamados "unidades de energía". Agota el medidor de energía, otorga invulnerabilidad temporal a Vanessa y daña a múltiples enemigos. En los puestos de control, el jugador usa los puntos ganados por los robots derrotados para comprar trajes Aegis, mejoras de trajes y unidades de energía. El jugador puede jugar "misiones de prueba" (niveles generados aleatoriamente) entre misiones para sumar puntos extra.
Los robots CAMS atacan en patrones establecidos, y sus siguientes movimientos se indican mediante señales visuales y auditivas. El jugador evita estos ataques mediante giros evasivos, tiradas y otras maniobras. Vanessa no puede moverse mientras ataca, por lo que el jugador a menudo debe usar el entorno como cobertura. Los enemigos derrotados a veces sueltan objetos que reponen la salud y la energía o que activan un combo , lo que multiplica los puntos ganados por los enemigos destruidos consecutivamente. Cada misión tiene lugar en una serie de salas que contienen un número fijo de enemigos y pueden incluir un robot jefe. Al final de una misión, el jugador recibe una puntuación basada en el número de habitaciones exploradas y los enemigos destruidos.
Al final del videojuego, Vanessa descubre a un clon de sí misma en una instalación de CAMS, pero se ve obligada a abandonarla cuando se inicia la secuencia de autodestrucción del edificio. Después de destruir el núcleo central de CAMS, Vanessa se encuentra con una proyección digital del cliente, cuya apariencia es idéntica a la suya. Ella especula que es un clon del cliente, pero el cliente responde que ninguno de sus recuerdos puede ser real. Vanessa debate si continuar su trabajo como mercenaria.

## Desarrollo
En noviembre de 2002, Capcom anunció el Capcom Five, un grupo de videojuegos desarrollado por el Capcom Production Studio 4 y supervisado por el creador de Resident Evil Shinji Mikami. Entre estos títulos se encontraba P.N.03, dirigido por Mikami. Capcom concibió el Capcom Five para traer nueva propiedad intelectual a la industria, que la compañía consideraba en ese momento como estancada. Según Hiroyuki Kobayashi, el P.N.03 El objetivo del equipo era hacer que un videojuego fuera "divertido de ver y divertido de jugar". El equipo se centró en los elementos audiovisuales, la acción y la velocidad del videojuego, y trataron de equilibrar la "tensión experimentada en el campo de batalla y la emoción de eliminar a los enemigos". Mikami quería que P.N.03 evocara los mismos sentimientos que los videojuegos clásicos de Nintendo. Si bien el personal consideró que los gráficos de fondo eran importantes, priorizaron la emoción en el mundo del videojuego.
Durante la etapa de planificación, P.N.03 fue originalmente un videojuego de guerra denominado "juego de guerra de robots". Cinco días después del desarrollo, el personal creó una demostración preliminar de los gráficos. Mikami no estaba satisfecho con este prototipo y decidió volver a trabajar en el proyecto como un videojuego de disparos en tercera persona. El director quería nombrar el videojuego Jaguar para reflejar la agilidad de gato de Vanessa. Sin embargo, a otros miembros del personal no les gustó el nombre: algunos afirmaron que no describió el videojuego, mientras que otros pensaron que Jaguar Blanco era un mejor título. Mikami eligió P.N.03 como una sugerencia para la trama del videojuego.
La cobertura temprana de P.N.03 por GameSpot y IGN destacó las acrobacias y los disparos del videojuego. El videojuego P.N.03 era inicialmente semejante al de Devil May Cry: En que Vanessa ataca con dos pistolas y realiza movimientos acrobáticos como Dante. Sintiendo que se parecía demasiado a Devil May Cry, Mikami alteró el videojuego para recompensar a los jugadores por realizar movimientos defensivos. Mikami quería que Vanessa usara armas, pero los desarrolladores no pudieron completar los gráficos animados para las armas a tiempo para el lanzamiento. Las armas fueron reemplazadas con rayos de energía disparados por el personaje. En un esfuerzo por cumplir los objetivos de ventas anuales, Capcom desarrolló P.N.03 rápidamente y lo lanzó en marzo del año 2003. Muchos de los lanzamientos de Capcom para el año habían tenido un rendimiento inferior. Viewtiful Joe, otro título de Capcom Five, se retrasó en el próximo año fiscal para disminuir las posibles ventas que debían compensarse. Después de dejar Capcom, Mikami más tarde incorporó ideas que pretendía para P.N.03 en el videojuego de 2010 Vanquish.
Kobayashi pretendía evitar las convenciones establecidas en Resident Evil, como el oscuro y masculino mundo de esa serie. Con P.N.03, Kobayashi quería retratar un mundo "blanco" con "líneas femeninas y delicadas". Con ese fin, el personal aplicó un enfoque minimalista a las imágenes, utilizó "líneas finas" y enfatizó la "visibilidad y creatividad" en el mundo del videojuego. Para mantener la "imagen delicada" del videojuego, los desarrolladores intentaron hacer que las imágenes fueran fáciles de ver y comprender. El equipo creó el videojuego para evitar el "efecto de botón"; en cambio, los jugadores debían observar los patrones de ataque del enemigo y pensar antes de actuar. El diseñador mecánico Shou Sakai intentó crear "cosas que se pegarían en la mente [del jugador]". Debido al apretado programa de desarrollo, los modelos 3D se crearon inmediatamente después de que se completaron sus diseños. Sakai describió la falta de tiempo como la "parte más difícil" del proceso.
Mikami era indiferente sobre el género del personaje principal. Durante el proceso de creación temprana, dejó la decisión a su personal, quien finalmente eligió un personaje femenino. Debido a que P.N.03 tiene lugar en una colonia espacial, Mikami quería que el país de origen de Vanessa fuera ambiguo. Con ese fin, le dieron una combinación de nombres en francés, alemán e inglés. Los movimientos de Vanessa fueron animados a mano alzada, sin tecnología de captura de movimiento. Los diseñadores posaron a Vanessa agachada sobre sus manos y rodillas para parecerse a un jaguar, como un homenaje al título de Jaguar. El personal integró movimientos rítmicos a sus maniobras para emular el baile y hacer que pareciera elegante. Kobayashi quería que Vanessa fuera una "mercenaria atractiva y sexy con un exterior resistente que oculta su oscuro pasado". En retrospectiva, estaba orgulloso del estilo y los movimientos del personaje.

## Lanzamiento
Los Capcom Five se anunciaron por primera vez como videojuegos exclusivos de la Nintendo GameCube; sin embargo, Capcom posteriormente transfirió la mayoría de los títulos a otras consolas. A finales del año 2002, la compañía confirmó que el videojuego se lanzaría en el año 2003 en GameCube. En enero de 2003, la compañía programó el videojuego para un lanzamiento en marzo en Japón, pero se retractó del anuncio de exclusividad. Sin embargo, en una conferencia de prensa antes de la Electronic Entertainment Expo del año 2003, Capcom reafirmó que P.N.03 solo estaría disponible para la GameCube. Al final, P.N.03. Fue el único título de los Capcom Five que permaneció exclusivo del sistema.
P.N.03 fue el primero de los cinco de Capcom en ser lanzado. Antes del debut del videojuego en Japón, Capcom distribuyó demostraciones jugables a las tiendas y lanzó capturas de pantalla a los medios. Tras el lanzamiento del videojuego, Capcom envió 25,000 copias a minoristas japoneses. Se vendieron menos de 11,000 unidades, lo que hizo que el videojuego sea el 26º título más vendido en Japón durante la última semana de marzo de 2003. Estas bajas ventas no ayudaron a Capcom a cumplir sus objetivos de ventas anuales. La localización en América del Norte se anunció en julio de 2003.v Se cambiaron algunos aspectos del videojuego para el mercado de América del Norte. Capcom anunció una camiseta gratis como Incentivo de pre-pedido en América del Norte. Gafas de sol promocionales modeladas después de las de Vanessa que también fueron lanzadas.

## Recepción
P.N.03 fracasó comercialmente y recibió revisiones mixtas, con puntuaciones del 64% y 63% en los sitios web de reseñas de GameRankings y Metacritic, respectivamente. Electronic Gaming Monthly y tres de sus revisores caracterizan el videojuego por superficial, repetitivo y carente de trama y el desarrollo del personaje. Mark MacDonald de magazine criticó la incapacidad de Vanessa para moverse y disparar al mismo tiempo. Por el contrario, el revisor de Edge escribió, " P.N.03 puede ser bastante breve y su premisa simple, pero la gracia bajo fuego rara vez se ha hecho mejor". The writer comparó favorablemente su modo de videojuego con el de Space Invaders, en el sentido de que el videojuego" premia la habilidad por encima de todo y el dominio brinda una gran satisfacción". The revisor citó a Vanessa como uno de los puntos más importantes del videojuego. En una revisión retrospectiva de 2009, el personal de la revista Edge se hizo eco de sus elogios anteriores de P.N.03, pero reconoció la torpe mecánica de control del videojuego. El personal comentó que el movimiento potencialmente fluido de Vanessa es difícil de ejecutar, pero que el desafío de dominar el esquema de control es parte del encanto del videojuego.
Mike Weigand, de GamePro, calificó el videojuego como "un videojuego de disparos largo e intenso que rompe el pulgar y que pone a prueba los otros dedos y los niveles de paciencia". Encontró los entornos y los enemigos repetitivos, pero citó "características estéticas" y "un sistema de recompensas" como características redentoras. Weigand resumió que, si bien el videojuego carece de profundidad, puede recomendarse a "aquellos que anhelan un tiroteo con inflexiones de la vieja escuela". Paul Byrnes de GMR encontró que P.N.03 es una oportunidad perdida "aburrida y repetitiva". Sintió que carecía de flujo, gracias en gran parte a los movimientos "torpemente staccato" de Vanessa y su incapacidad para moverse y disparar simultáneamente. Andrew Reiner escribió que el escenario, las animaciones y el protagonista de P.N.03 le dan un "encanto innegable" de frescura y originalidad. Sin embargo, no le gustaba el sistema de control del videojuego y escribió que "los robots que explotan se vuelven viejos con bastante rapidez". Reiner llama P.N.03 ' de longitud que se estima en cuatro horas, su 'más decepcionante aspecto'.
Greg Kasavin, de GameSpot, escribió que "es casi seguro que no te impresionará la acción repetitiva y engorrosa en el corazón de [ P.N.03 ]". No le gustaba la separación del videojuego en secciones breves y discretas; y, aunque vio el diseño del videojuego como una referencia al de los videojuegos más antiguos, descubrió que P.N.03 carecía de los "controles extremadamente precisos y los gráficos suaves y coloridos" de los títulos que lo inspiraron. Kasavin lo resumió como "un videojuego corto y sin inspiración que es otro imitador del Devil May Cry de Capcom ". Matt Casamassina de IGN escribió que los jugadores" querrán Mencionando la satisfacción de vencer a los jefes en el videojuego.